# Peyton Meyer
Peyton do Valle F. Meyer (Las Vegas, 24 de novembro de 1998) é um ator americano. Ele é mais conhecido por interpretar Lucas Friar na série do Disney Channel Girl Meets World, ele também fez uma participação em Dog with a Blog como namorado de Avery Jennings.
Ele nasceu em Las Vegas, Nevada, Peyton do Valle Meyer decidiu seguir a carreira de ator aos 12 anos. Logo depois, ele entrou competições locais e assinou com uma agência de talentos.
Sua carreira consiste de comerciais e trailers de filmes, a curto Escassez .O ator foi convidado para fazer uma participação especial na serie da Disney Channel Stan, o Cão Blogueiro , o que logo levou a mais sete episódios. O seu desempenho nesse papel levou a seu papel em Garota conhece o mundo, Peyton interpreta Lucas Friar, um adolescente criado num rancho no Texas, Que se muda e passa a ser um estudante de uma escola em Nova York, onde  ele é o interesse amoroso de Riley Matthews (Rowan Blanchard) e a partir da segunda temporada também de Maya Hart (sabrina Carpenter ) eles participam de triângulo amoroso na segunda temporada , que é resolvido na próxima temporada, quando ele decide ficar com  Riley Matthews (Rowan Blanchard), e Maya hart (Sabrina Carpenter) concorda com um “jogo longo” com o tio Josh (tio boing). Pouco tempo depois Zay acaba concordando com Maya e Josh sobre sempre estar junto da Maya quando Lucas e Riley estiverem juntos.
Também atua na série American Housewife como Trip, namorado de Taylor (Meg Donnelly).

## Vida Pessoal
Meyer mudou-se para Los Angeles com seus pais, dois irmãos e "London" um poodle miniatura. Peyton é profissional em basquete, basebol, golfe, futebol, futebol americano e tênis. Em 2010 Peyton sofreu um acidente de carro, o que fez com que ele perdesse um pouco de sua memoria por mais ou menos 1 ano. Após 1 ano de recuperação, Peyton continuou seus cursos de atuação, modelo e fotografia.

### Séries
| Ano       | Título                | Titulo em Português    | Personagem  | Notas                                                    |
| --------- | --------------------- | ---------------------- | ----------- | -------------------------------------------------------- |
| 2013-2014 | Dog With a Blog       | Stan, o Cão Blogueiro  | Wes Manning | Elenco secundário, 7 Episódios                           |
| 2014-2017 | Girl Meets World      | Garota Conhece o Mundo | Lucas Friar | Co-protagonista                                          |
| 2015      | Best Friends Whenever | Amigas a Qualquer Hora | Lucas Friar | "Cyd & Shelby's Hauntes Scape" (Temporada 1, Episódio 9) |
| 2015      | Gibby                 |                        | Tommy       |                                                          |

### Filmes
| Ano  | Titulo     | Titulo em Português | Personagem | Notas |
| ---- | ---------- | ------------------- | ---------- | ----- |
| 2015 | Cinderella | Cinderela           | Felipe     |       |

### Dublagem
| Ano  | Titulo         | Titulo em Português | Personagem | Notas                    |
| ---- | -------------- | ------------------- | ---------- | ------------------------ |
| 2012 | Phineas & Ferb | Phineas e Ferb      | Justin     | Temporada 3, Episodio 11 |